# Kårsta
Kårsta is een plaats in de gemeente Vallentuna in het landschap Uppland en de provincie Stockholms län in Zweden. De plaats heeft 439 inwoners (2005) en een oppervlakte van 45 hectare.